# Pantelis Kafes
Pantelis Kafes (grekiska: Παντελής Καφές), född 27 juli 1978 i Thessaloníki, Grekland, är en före detta grekisk fotbollsspelare som spelade som mittfältare. Han var känd för sin teknik, passningsförmåga och sina frisparkar, och representerade Greklands landslag under sin karriär.

## Personlig information
- Fullständigt namn: Pantelis Kafes
- Födelsedatum: 27 juli 1978 (45 år)
- Födelseort: Thessaloníki, Grekland
- Längd: 182 cm
- Position: Mittfältare

## Klubbinformation
- Nuvarande klubb: Pensionerad
- Position: Mittfältare

## Juniorkarriär
| År        | Klubb             |
| --------- | ----------------- |
| 1993–1996 | PAOK Thessaloníki |

## Seniorkarriär*
| År        | Klubb         | Matcher (Mål) |
| --------- | ------------- | ------------- |
| 1996–2003 | PAOK          | 140 (17)      |
| 2003–2006 | Olympiakos    | 70 (8)        |
| 2006–2009 | Panathinaikos | 85 (12)       |
| 2009–2011 | PAOK          | 40 (3)        |
| Totalt    |               | 335 (40)      |

## Landslagskarriär
| År        | Lag      | Matcher (Mål) |
| --------- | -------- | ------------- |
| 1999–2010 | Grekland | 56 (2)        |

*SM = Seriematcher, GM = Goal/mål

## Meriter
- Grekland
  - EM-guld: 2004
- Olympiakos
  - Grekiska ligan: 2003, 2004, 2005
- Panathinaikos
  - Grekiska cupen: 2007